# Marc Reymann
Pour les articles homonymes, voir Reymann.
Marc Reymann, né le 7 juin 1937 à Strasbourg où il est mort le 10 novembre 2010,, est un homme politique français.
Il a été député du Bas-Rhin de 1986 à 2007.
En juin 2007, en annonçant ne pas briguer un nouveau mandat de député, il met un terme à sa carrière politique.

## Mandats
Nationaux
- 2002-2007 : Député de la 2e circonscription du Bas-Rhin
- 1997-2002 : Député de la 2e circonscription du Bas-Rhin
- 1993-1997 : Député de la 2e circonscription du Bas-Rhin
- 1988-1993 : Député de la 2e circonscription du Bas-Rhin
- 1986-1988 : Député du Bas-Rhin (en remplacement d'Adrien Zeller, devenu ministre)

Européens
- 1989-1994 : Député européen

Locaux
- 1995-2001 : Conseiller municipal de Strasbourg
- 1989-1995 : Conseiller municipal de Strasbourg
- 1983-1989 : Adjoint au maire de Strasbourg
- 1977-1983 : Conseiller municipal de Strasbourg